# 高橋信也
高橋 信也（たかはし しんや、1943年11月15日 - ）は、日本のアニメーター、キャラクターデザイナー、絵本作家、イラストレーター。日本アニメーター・演出協会 (JAniCA) 会員。1980年代には、「高沢孫一」名義でも活動した。

## 来歴・人物
東京都で出生。子供の頃から絵を描くのが好きで、ずっと絵を描く仕事に就きたいと望んでいたが、東京藝術大学の受験に二度失敗し、御茶の水美術学院日本画科を卒業後、1965年に叔父の紹介で東映動画（現・東映アニメーション）に入社。同期は、宮崎駿、土田勇など。3か月の養成機関を経てテレビアニメを担当する短編班に配属され、テレビアニメ『狼少年ケン』に参加。アニメーターの月岡貞夫の薫陶（）を受け、原画を描くようになる。正社員から契約社員となり、『レインボー戦隊ロビン』で初の作画監督を務めた。以後、多くのテレビアニメに参加した。
初のメインキャラクターデザインは1968年の『あかねちゃん』。「少女物の高橋」と評され、その後も多くの少女アニメを描いた。東映動画の「東映魔女っ子シリーズ」でも、『ひみつのアッコちゃん』『魔法のマコちゃん』『さるとびエッちゃん』『魔法使いチャッピー』と立て続けにキャラクター設計（キャラクターデザイン）を担当した。東映動画は1973年2月に退社し、以後はフリーで活動した。他社でも『さすらいの太陽』『若草のシャルロット』などのキャラクターデザインや『ときめきトゥナイト』の総作画監督、『魔法の天使クリィミーマミ』の作画監督など、少女ものアニメを数多く担当している。
劇場映画『さらば宇宙戦艦ヤマト』参加時に下着姿の森雪を担当したところ、西崎義展プロデューサーに「やけに色っぽい雪を描くアニメーターがいるな」と目に留まり、以後『ヤマトよ永遠に』のサーシャ、『宇宙戦艦ヤマトIII』のルダ、『宇宙戦艦ヤマト完結編』のクイーン・オブ・アクエリアス、ディンギル少年、『オーディーン 光子帆船スターライト』のサラ・シアンベインカーと西崎作品の重要な女性キャラクターのデザイン、原画、作画監督を担当した。
トムス・エンタテインメント作品では作画監督・原画などの仕事に関わったほか、絵本作家としても活躍している。
アニメーターの高橋しんや（別名義：針井新哉）、フードファイターの高橋信也（マイケル）とは同音同名の別人である。

## 参加作品

### テレビアニメ
1963年
- 狼少年ケン（1963年 - 1965年、OP動画・原画）

1966年
- レインボー戦隊ロビン（1966年 - 1967年、原画・作画監督）
- 魔法使いサリー 第1期（1966年 - 1968年、作画監督）

1968年
- サイボーグ009 第1期（原画・作画監督）
- あかねちゃん（メインキャラクター設計、作画監督）
- ゲゲゲの鬼太郎 第1期（1968年 - 1969年、作画監督）

1969年
- ピュンピュン丸（作画監督）
- ひみつのアッコちゃん 第1期（1969年 - 1970年、キャラクター設計）

1970年
- 魔法のマコちゃん（1970年 - 1971年、キャラクター設計）

1971年
- さすらいの太陽（キャラクターデザイン・ED前期・後期 原画）※東映動画在籍中のアルバイトのためクレジットなし
- さるとびエッちゃん（1971年 - 1972年、キャラクター設計・作画監督）

1972年
- 魔法使いチャッピー（キャラクター設計）
- 新ムーミン（原画）

1973年
- キューティーハニー（1973年 - 1974年、作画監督）
- 山ねずみロッキーチャック（原画）

1974年
- アルプスの少女ハイジ（原画）
- 魔女っ子メグちゃん（1974年 - 1975年、作画監督）
- カリメロ（1974年 - 1975年、キャラクター監修）

1975年
- フランダースの犬（原画）

1976年
- まんが日本昔ばなし（1976年 - 1994年、作画監督・演出） ※「高沢孫一」名義の場合あり

1977年
- 若草のシャルロット（1977年 - 1978年、キャラクターデザイン・ED原画）

1978年
- まんがこども文庫（1978年 - 1979年、作画）

1980年
- 宇宙戦艦ヤマトIII（1980年 - 1981年、作画監督・キャラクターデザイン〈マザー・シャルバート、ルダ、藤堂晶子〉）

1982年
- ときめきトゥナイト（1982年 - 1983年、キャラクター設定・作画監督）※「高沢孫一」名義

1983年
- 魔法の天使クリィミーマミ（1983年 - 1984年、作画監督）

1986年
- 銀河探査2100年 ボーダープラネット（作画監督）
- オズの魔法使い（1986年 - 1987年、作画監督）
- ハートカクテル（1986年 - 1988年、作画監督）

1987年
- きまぐれオレンジ☆ロード（1987年 - 1988年、原画）
- コボちゃん（1992年 - 1994年、作画監督）

1995年
- ズッコケ三人組 楠屋敷のグルグル様（キャラクターデザイン・総作画監督）

1996年
- いじわるばあさん（1996年 - 1997年、キャラクターデザイン）

1999年
- イソップワールド（キャラクターデザイン）

2002年
- ふぉうちゅんドッグす（2002年 - 2003年、原画）

2004年
- それいけ!ズッコケ三人組（キャラクターデザイン・作画監督）
- ブラック・ジャック（2004年 - 2006年、原画）

2006年
- ルパン三世 セブンデイズ・ラプソディ（作画監督）
- 真救世主伝説 北斗の拳（2006年 - 2007年、作画監督・原画）

2007年
- 風の少女エミリー（原画）
- ミヨリの森（原画）

2008年
- 全力ウサギ（原画）
- テレパシー少女 蘭（原画）

2009年
- 川の光（原画）

2011年
- テレビまんが 昭和物語（レイアウト作画監督）

2012年
- ふるさと再生 日本の昔ばなし（「八つ化け頭巾」「旅人馬」キャラクターデザイン・絵コンテ・演出・作画）
- 這いよれ! ニャル子さん（原画）
- 忍たま乱太郎（作画監督・原画）
- ダンボール戦機W（原画）

2017年
- クリオネの灯り（作画監督）

2019年
- どろろ（原画）

2020年
- アサティール 未来の昔ばなし（作画監督〈昔ばなしパート〉）

2023年
- アンダーニンジャ（作画監督・総作画監督）

2024年
- ザ・ファブル（作画監督）
- 女神のカフェテラス（作画監督・総作画監督）
- 僕の妻は感情がない（作画監督・総作画監督）
- アサティール2 未来の昔ばなし（絵コンテ〈昔ばなしパート〉・作画監督〈昔ばなしパート〉）

2025年
- 未ル わたしのみらい（作画監督）

### 劇場アニメ
1973年
- パンダの大冒険（作画監督）

1978年
- 世界名作童話 おやゆび姫（原画）
- さらば宇宙戦艦ヤマト 愛の戦士たち（原画）

1979年
- 銀河鉄道999（原画（メーテルのシャワーシーンなど一部のみ））クレジット無し

1980年
- 森は生きている（原画）
- ヤマトよ永遠に（キャラクターデザイン(宇田川一彦、白土武と共同)、作画監督、原画）
- 火の鳥2772 愛のコスモゾーン（原画）

1982年
- 1000年女王（原画）
- 世界名作童話 アラジンと魔法のランプ （キャラクターデザイン、作画監督）
- わが青春のアルカディア（原画）
- FUTURE WAR 198X年（原画）

1983年
- 宇宙戦艦ヤマト完結編（キャラクターデザイン、作画監督、原画）
- うる星やつら オンリー・ユー（作画監督、キャラクターデザイン（高田明美と共同））※「高沢孫一」名義

1985年
- オーディーン 光子帆船スターライト（キャラクターデザイン(湖川友謙と共同)）

1992年
- キャンディキャンディ（原画）

2009年
- 宇宙戦艦ヤマト 復活篇（キャラクターデザイン(湖川友謙と共同)、作画監督）

2010年
- おまえうまそうだな（作画監督）制作：2009年
- 昆虫物語 みつばちハッチ〜勇気のメロディ〜（総作画監督）

### OVA
- ラブ・ポジション ハレー伝説（作画監督[5]）1985年

### イラストレーション
- 『ズッコケ三人組シリーズ』（原作：那須正幹、発行元：ポプラ社）
  - 初代挿絵担当の前川かずお逝去の後を受け、1993年以降発表のシリーズのイラストを担当。原画・前川のクレジットを併記してそのキャラクターイメージを守り続けるという、アニメーター的イラストレーションの仕事であり、那須の強い感謝を受けている。
- 『しらゆきひめ』
- 『かぐやひめ』
- 『アリババと40人のとうぞく』
- 『フランダースの犬』 他

（著者：平田昭吾、発行元：ポプラ社）
- 『ふしぎの国のアリス』
- 『みつばちマーヤ』
- 『おやゆびひめ』 他

（著者：平田昭吾、発行元：産経新聞出版）

### その他
- 野菊の墓（キャラクターデザイン、作画監督）※教材ビデオ
- セロひきのゴーシュ（作画監督）※教材ビデオ
- 平田昭吾*ビデオ絵本館 しらゆきひめ（原図、原画）
- ルパン三世 海に消えた秘宝（原画）

## 参考資料
- 「魔女っ子スタッフ人名録」『魔女っ子大全集  東映動画篇』たるかす編、バンダイ、1993年、p.146